# 石射猪太郎

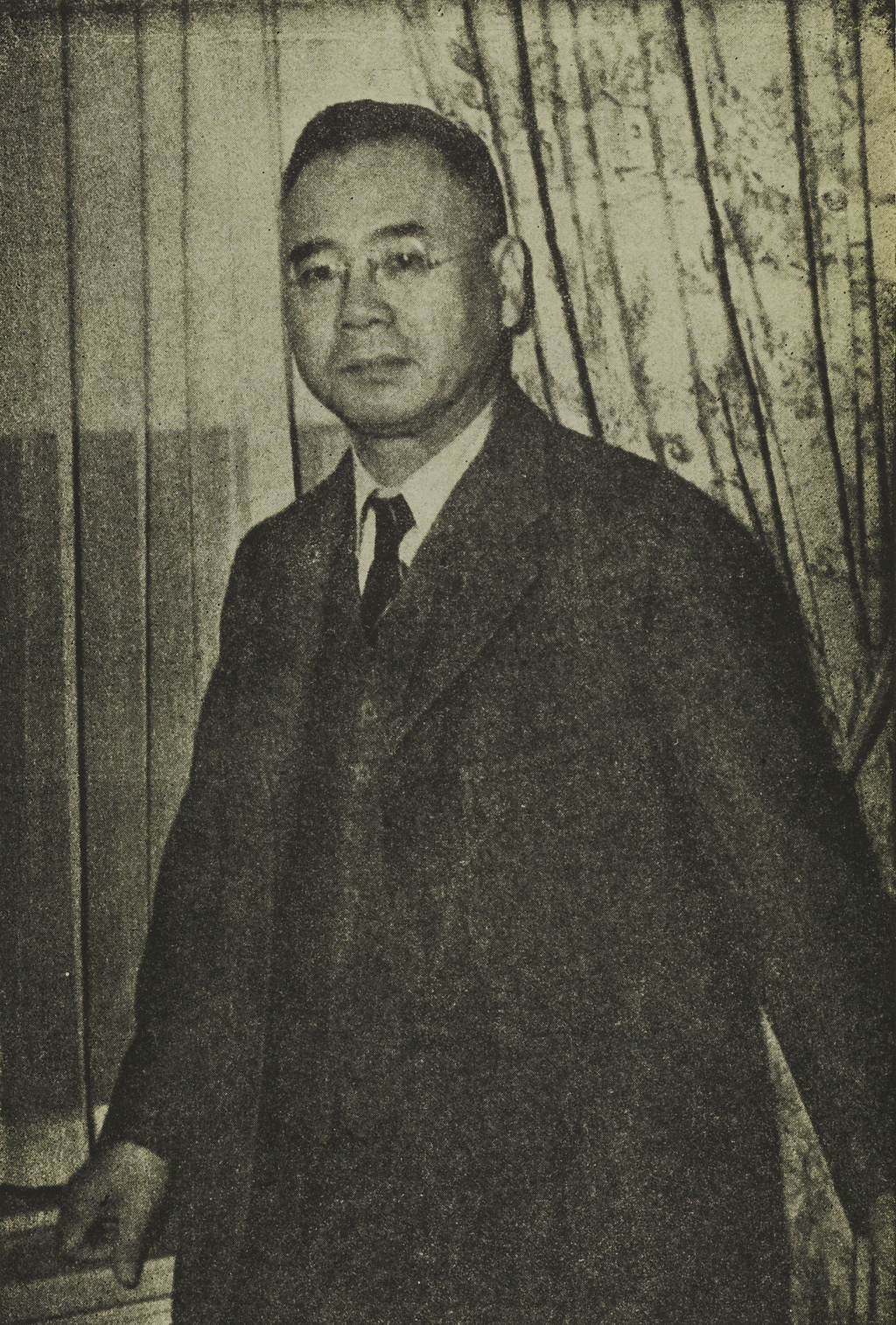
石射猪太郎

石射 猪太郎（いしい いたろう、1887年2月6日 - 1954年2月8日）は、日本の外交官。
日中戦争初期に外務省東亜局長を務めた。戦争拡大に走る軍部に抵抗し、日中和平を試みたことで知られる。外務省東亜局長（海外の外務省では、次官補クラス、のち大東亜省）、駐タイ特命全権大使、駐ブラジル特命全権大使、駐ビルマ特命全権大使を歴任。

## 外務省入省まで
1887年、福島県西白河郡川崎村に石射文五郎の長男として生まれた。福島中学（現：福島県立福島高等学校）を経て、1908年、東亜同文書院を卒業し満鉄に入社。その後父の仕事を手伝うべく退社したが、父が事業に失敗し失業。岳父（福島県山白石村の農家で多額納税者）から生活援助を受けながら外交官及領事官試験の勉強に励み、2回目の挑戦で合格した。入省同期の中には沢田廉三、二見甚郷、富井周（富井政章長男）などがいる。

## 最初の中国勤務
1915年、外務省入省。1916年領事官補として広東に赴任したが、まもなく原因不明の高熱に苦しみ、静養のため帰国した。静養先の磯部温泉で、のち陸軍内の不拡大派の中心人物として知られるようになる柴山兼四郎の知遇を得る。
病気回復後、同年暮には天津在勤の命を受けて赴任。総領事代理として領事裁判に当り、居留民間の訴訟、刑事事件を裁いた。天津時代は物価の高騰や家族の病気などで大変窮乏し、離任時には3000ドルの借金を抱えたが、同文書院の先輩の援助で借金を解決することができたという。

## 米英等在勤
1918年には、サンフランシスコ在勤。続いて1920年にはワシントンの駐米大使館三等書記官となった。当時の特命全権大使は幣原喜重郎、館員には佐分利貞男、広田弘毅、山本五十六、亀井貫一郎等がいた。
1922年10月には駐メキシコ公使館に転任した。
1924年6月には再び本省勤務。移民業務・在外居留邦人保護等を司る通商局第三課勤務となったが名義上のもので、実際は佐分利貞男通商局長直属の局長室勤務となる。最大の業務は同年米国で成立した排日移民法への対処であり、駐米勤務時より移民業務に従事して来た石射は当時の政府の意図について「移民を一人でも多くアメリカに送ろうという気持ちは我が政府にいささかもなく」と述べ、米国側が「仮に年百八十余人の歩合をそのまま生かして、日本移民を認めたとしても…人口構成に何等脅威となるものではない。それをしも一気に締め出すというのは、国際情誼を無視するもので、遺憾千万な立法」であり、「従来より厳重に日本政府の自制に任せるという形式で日本側の面子を立ててくれさえすれば、移民などは一人も渡米させずとも、我が政府も世論も納得するのであった」と回想している。
1925年には赤松祐之の後任として佐分利局長に請われ通商局第三課長となり、ブラジルをはじめとした中南米諸国への移民業務や海外への旅券発給業務を担当した。
1927年、駐英大使館一等書記官に任ぜられ、ロンドン勤務となる。この時期は「将棋とゴルフ」を趣味としていたという。

## 再び中国へ
1929年には在上海総領事を命じられ、再び中国勤務に就く。直後、幣原喜重郎外務大臣の意向により在吉林総領事となった。1931年満洲事変では、吉林省政府と日本軍第二師団の仲介に動き、吉林への平和進駐に貢献したという。
石射は満洲国建国を批判し「東三省中国民衆の一人だって、独立を希望したものがあったろうか」と考えていたが、リットン調査団の調査に対しては、立場上「言って差し支えない真実だけ」を伝えるにとどめざるをえなかった。
1932年には上海総領事に任命された。国際都市上海を平和に保つことが自分の使命であると考え、赴任時「上海だけはいかなる場合にも無風状態に置くのが私の抱負だ」と新聞記者に語ったという。

## 東亜局長時代
その後1936年の駐シャム（タイ）大使を経て、1937年3月、外務省東亜局長に抜擢される。
盧溝橋事件では不拡大方針を強く主張し、広田弘毅外相を通じて軍部の主張する三個師団動員を阻止しようとしたが、7月11日に三個師団動員案は閣議決定された。石射は上村伸一東亜一課長とともに辞表を提出しようとしたが、広田に慰留された。
石射はなおも拡大阻止に動き、陸軍省軍務課長柴山兼四郎大佐とも協力して和平への道を探ったが、郎坊事件、広安門事件の発生で果たせず、日中は全面衝突することとなった。
石射によると、7月29日、昭和天皇から近衛文麿首相に「もうこの辺で外交交渉により問題を解決してはどうか」との言葉があったという。これに力を得た和平派は、船津辰一郎を上海に派遣して高宗武亜洲司長と会見させ、停戦交渉への道を開こうとしたが、第二次上海事変の勃発により工作は頓挫した。
11月には、ドイツが日中和平に向けた斡旋を行った（トラウトマン工作）。12月13日には、その斡旋案を審議すべく五相連絡会議が開かれ、石射も会議の場に出席した。各大臣からは日本の戦況有利を背景に、和平条件を加重する発言が相次いだ結果、中国側が到底飲めないような厳しい案文になった。
石射は発言権のない立場にもかかわらず、思わず「かくのごとく条件が加重されるのでは、中国側は到底和平に応じないであろう」と発言したが無視された。絶望した石射は、当日の日記に「こうなれば案文などどうでもよし。日本は行く処まで行って、行き詰らねば駄目と見切りをつける」と記している。
1938年5月には、広田にかわり、宇垣一成陸軍大将が外相に就任した。石射は就任まもない宇垣に「何とぞ大臣のお力で「国民政府を相手とせず」を乗り切っていただきたい」と和平への努力を要望し、宇垣も賛意を示したという。外相に就任した宇垣は、早々に近衛声明の再検討を表明し、駐日英国大使のロバート・クレイギーや駐華英国大使アーチボルド・クラーク・カーなどを介し、中村豊一香港総領事を通じて孔祥熙国民政府行政院長、孔の秘書喬輔三らと極秘に接触し、蔣介石政権側からの現実的な和平条件引き出しに成功した（宇垣工作）。しかし、これら宇垣による工作は、陸軍の出先や石原系をのぞく陸軍革新派の強い反対を受けた。宇垣は結局、興亜院問題をきっかけに辞任した。宇垣は石射に「事変の解決を、自分に任せるといっておきながら、今に至って私の権限を削ぐような近衛内閣に留まり得ないのだ」と語ったという。石射は大臣の輔弼が不充分であった責を感じ、東亜局長を辞任した。

## 大戦終戦まで
1938年11月には駐オランダ公使に転任。続いて1940年10月には駐ブラジル大使となった。1941年12月の日英、日米開戦はブラジルの首都であるリオ・デ・ジャネイロで迎えることとなった。日本と敵対関係になかったブラジルは当初態度を保留したため、石射は日本の同盟国であるドイツ、イタリア両大使とともにブラジルの対枢軸国参戦を阻止すべく各種工作を行ったものの、ブラジルは1942年1月にアメリカやイギリスからの政治的圧力を受けて、日本とドイツ、イタリアとの国交を断絶しその後交戦状態に入った。
石射は帰国までの間、在ブラジル日本人の帰国に向けた準備及び保護活動などを中心におこなったが、ブラジル当局が日本政府による駐日ブラジル大使館員への冷遇へ対抗し同様の措置を行ったことから、石射らは1日1時間の監視付き以外は外出を禁じられ事実上の監禁生活を送ることとなる。しかし、日本当局が駐日ブラジル大使館員に対する待遇を軟化させたことを受けて3月に監禁は解かれ、8月に戦時交換船で帰国した。
英米との開戦後、日本は多くの国と国交を断絶したため、大勢の待命外交官が生じることとなった。1942年12月、これらの待命外交官を集める形で外務省内に戦時調査室が設置され、石射は帰国後にその主宰を引き受けることとなった。
戦争の帰趨が見えてきた1944年8月、突然駐ビルマ大使を命じられる。当時イギリスやアメリカ、オーストラリアなどの連合国に対して日本が劣勢に転じていたことから、「無事で帰れまい」ことを覚悟に赴任、1945年8月の終戦はビルマで迎えることとなった。石射は当時の国家代表で日本に協力的であったバー・モウを伴い、逃避行のあと、ビルマの隣国で当時は日本と敵対関係にあったタイに脱出し、そこでタイと同盟関係にあったイギリス軍に拘留されたが、1946年7月にようやく帰国を果たした。
帰国後の8月7日、外務省に辞表を提出、外交官生活は終焉した。同28日には駐ビルマ大使という要職にあったことを理由にGHQから公職追放を受けた。石射の長男周蔵によると「そもそもは戦後の公職追放解除訴願のために自己の過去の経歴を書き始めたものであった」とされる回想録『外交官の一生』を執筆した。なお東京裁判には、弁護側証人で出廷している。晩年は、東京都北区西ヶ原四丁目の自邸で穏やかに過ごした。

## その他
石射は勲二等を受章しているが、省内には「年功による定期叙勲」には「冷淡な雰囲気」があり、石射もかねてから軍人有利の叙勲制度に批判的であったことから、「こうした連中（軍人）とともに功を論ぜられるのを潔しとしないが、どうにもならぬ。…私は、勲章なるものに愛想をつかしていたのであった」と書き残している。
昭和天皇に対しては、「平和主義者であった」と高く評価し、短い会見の時間にも「天皇の円満なる御人格を感じ得た」などと自著で述べている。

## 栄典
- 1940年（昭和15年）8月15日 - 紀元二千六百年祝典記念章[10]

## 刊行著作
- 『外交官の一生』読売新聞社、1950年
  - 『外交官の一生 対中国外交の回想』太平出版社、1972年
  - 『外交官の一生』中公文庫、1986年、改版2007年、新版2015年（新版解説は加藤陽子）。ISBN 4122061601
- 『石射猪太郎日記』 伊藤隆、劉傑編、中央公論社、1993年。ISBN 4120022307